# Entreat
| Críticas profissionais | Críticas profissionais |
| Avaliações da crítica  | Avaliações da crítica  |
| Fonte                  | Avaliação              |
| ---------------------- | ---------------------- |
| Allmusic               | [ 1 ]                  |

Entreat é um álbum ao vivo gravado pela banda The Cure, na Wembley Arena em Londres em Julho de 1989, lançado em novembro de 1990.

## Faixas
1. "Pictures of You"  – 7:08
2. "Closedown"  – 4:23
3. "Last Dance"  – 4:41
4. "Fascination Street"  – 5:20
5. "Prayers For Rain"  – 4:49
6. "Disintegration"  – 7:41
7. "Homesick"  – 6:49
8. "Untitled"  – 6:33

## Créditos
- Robert Smith- voz, guitarra
- Simon Gallup - baixo
- Porl Thompson - guitarra
- Boris Williams - bateria
- Roger O'Donnell - teclados